# Каніболоцький Антон Олегович
Анто́н Оле́гович Каніболо́цький (нар. 16 травня 1988, Київ) — український футболіст, воротар. Грав за молодіжну збірну України.

## Клубна кар'єра
Вихованець київського ФК «АТЕК». Перший тренер — Олександр Петрович Стужук.

### «Дніпро»
2005 року перейшов до структури дніпропетровського «Дніпра», проте перші кілька сезонів виступав лише за команду дублерів.
23 листопада 2008 року дебютував у Прем'єр-лізі в домашньому матчі сімферопольської «Таврії», проте все одно здебільшого грав в чемпіонаті дублерів.

#### Оренда в «Кривбасі»
З лютого 2010 року на правах оренди до кінця сезону виступав у складі криворізького «Кривбаса». За нову команду дебютував у першому ж її матчі у весняній частині сезону 2009-10  — виїзній грі проти київського «Динамо» 27 лютого 2010 року (поразка 0:1).
Перед початком сезону 2010—2011 повернувся до табору дніпропетровської команди, проте не зміг виграти конкуренцію у досвідченого Яна Лаштувки і на поле виходив вкрай рідко.

### «Шахтар»
24 липня 2012 року підписав п'ятирічний контракт з донецьким «Шахтарем». Договір повинен був набрати чинності 1 січня 2013 року, оскільки Антон перейшов би в стан гірників на правах вільного агента. 27 липня 2012 року «Дніпро» розірвало контракт з Каніболоцьким і зняло з заявки клубу на чемпіонат. Після цього, Антон перейшов в «Шахтар», для того, що б тренуватися разом з командою і 30 липня підписав повноцінний контракт з «Шахтарем». У команді він взяв 32 номер.
Він у більшості програвав конкуренцію основному воротарю — Андрію П'ятову. Та в деяких матчах важливих з'являвся на полі.
Одного разу на матчі «Шахтаря» проти «Олександрії» до його воріт вибіг фанат олександрійців і почав щось кричати Антону.
Брав участь у фіналі Кубка України в матчі проти «Зорі».
1 червня 2017 року вийшов термін дії контракту футболіста із «Шахтарем». Оскільки нову угоду сторони не уклали, гравець покинув команду.

### Виступи за інші клуби
2017 року перебрався в азербайджанський «Карабах», згодом була польська «Медзь» з Легниці. У лютому 2019 року Антон Каніболоцький підписав контракт зі львівськими «Карпатами». 31-річний кіпер виступатиме за «Карпати» щонайменше до кінця сезону 2019—2020 років.

## Виступи за збірні
З початку 2008 року почав залучатися до складу молодіжної збірної України, поступово ставши одним з основних голкіперів цієї команди. У складі української «молодіжки» був учасником фінального етапу молодіжного чемпіонату Європи 2011 року, в рамках якого незмінно захищав ворота збірної в усіх трьох іграх команди на турнірі.
Влітку 2010 року був викликаний до табору національної збірної України та включений до заявки на товариський матч головної команди країни проти збірної Норвегії, проте на полі у цій грі так й не з'явився.

## Досягнення
- Чемпіон України: 2012-13, 2013-14, 2016-17
- Володар кубка України: 2012-13, 2015-16, 2016-17
- Володар суперкубка України: 2012, 2013, 2014, 2015